# شوگون‌سالاری سابق (مجله)
شوگون‌سالاری سابق یا کیو-باکوفو (به ژاپنی: 旧幕府 きゅうばくふ)، مجله‌ای ماهانه که توسط افراد مرتبط با شوگون‌سالاری ادو سابق در دوره میجی منتشر می‌شد.

## بررسی اجمالی
مجله کیو-باکوفو از آوریل ۱۸۹۷ توسط توگاوا آتاکا ja:戸川安宅، روزنامه‌نگاری از خاندان سابق هاتاموتو (ملازم سامورایی) که یک کشیش مسیحی در ژاپن نیز بود منتشر می‌شد. پس از دوران اصلاحات میجی، توگاوا ایده انتشار یک مجله را مطرح کرد زیرا احساس می‌کرد تاریخ اصلاحات از دیدگاه تاریخی یک‌جانبه‌ای از جناح پیروز قلمرو ساتسوما-قلمرو چوشو نوشته شده است و ۳۰ سال از سقوط شوگون‌سالاری ادو گذشته است و افرادی که زمانی به آن خدمت می‌کردند، اکنون مسن شده‌اند و لازم است شهادت‌ها و سوابق آنها به جا گذاشته شود. او این مجله را با حمایت و کمک مقام‌های سابق شوگون‌سالاری مانند کیمورا کایشو، کاتسو کایشو، انوموتو تاکه‌آکی، اوتوری کیسوکه، کوریموتو جوئون و موکایاما کوسون تأسیس کرد. این مجله عمدتاً شامل تحقیقاتی در مورد دستاوردها و تاریخ شوگون‌سالاری ادو، اسناد و عکس‌های تاریخی مربوط به پایان دوره ادو، خاطراتی از مقام‌های سابق شوگون‌سالاری، زندگینامه‌ها، مقالات تاریخی، خوشنویسی و نقاشی بود.
انتشار این مجله با هفتمین شماره (در مجموع چهل و هشتمین شماره) از جلد ۵ در اوت ۱۹۰۱ متوقف شد. توگاوا متعاقباً مجله جانشین، بوشی جیدای را در مارس ۱۹۰۲ منتشر کرد، اما مجبور شد با نهمین شماره انتشار آن را متوقف کند.
چاپ مجدد آن در سال ۱۹۷۱ توسط رینکاوا شوتن در ۴ کتاب (جلدهای ۴ و ۵ در یک کتاب ترکیب شدند) در مجموع ۵ جلد منتشر شد.